# ادی کاری
ادی کاری (انگلیسی: Eddy Curry؛ زادهٔ ۵ دسامبر ۱۹۸۲) بازیکن بسکتبال اهل ایالات متحده آمریکا است.

## حرفه
از باشگاه‌هایی که در آن بازی کرده‌است می‌توان به شیکاگو بولز، میامی هیت، نیویورک نیکس، و دالاس ماوریکس اشاره کرد.